# Neuaufnahmen in das UNESCO-Kultur- und -Naturerbe 1983
Im Jahr 1983 fanden die im Folgenden aufgeführten Neuaufnahmen in das UNESCO-Kultur- und -Naturerbe statt.

## Welterbe
Auf seiner siebten Sitzung vom 5. bis zum 9. Dezember 1983 in Florenz nahm das Welterbekomitee 29 Stätten aus 16 Ländern neu in die Liste des UNESCO-Welterbes auf, davon 19 Kultur- (K), neun Natur- (N) und eine gemischte Kultur- und Naturerbestätte (K/N).

### Welterbeliste
Folgende Stätten wurden neu in die Welterbeliste eingetragen:
| Vertragsstaat(en)  | Bezeichnung                                                                | Typ | Ref. | Anmerkungen |
| ------------------ | -------------------------------------------------------------------------- | --- | ---- | --- |
| Brasilien          | Ruinen von São Miguel das Missões (Lage)                                   | K   | 275  | 1984 um argentinische Stätten zum grenzüberschreitenden Welterbe Jesuitenreduktionen der Guaraní erweitert.                                                                                            |
| Bulgarien          | Kloster Rila (Lage)                                                        | K   | 216  | |
| Bulgarien          | Altstadt von Nessebar (Lage)                                               | K   | 217  | Nessebar war ursprünglich eine thrakische Siedlung (Menebria). Viele der erhaltenen Holzhäuser der Altstadt stammen aus dem 19. Jahrhundert und sind typisch für die Schwarzmeer-Architektur der Zeit. |
| Bulgarien          | Biosphärenreservat Srebarna (Lage)                                         | N   | 219  | |
| Bulgarien          | Nationalpark Pirin (Lage)                                                  | N   | 225  | |
| Costa Rica         | Reservate Talamanca-Gebiet – La Amistad (Lage)                             | N   | 205  | 1990 um den Nationalpark La Amistad in Panama erweitert |
| Elfenbeinküste     | Nationalpark Comoé (Lage)                                                  | N   | 227  | |
| Deutschland        | Wallfahrtskirche „Die Wies“ (Lage)                                         | K   | 271  | |
| Ecuador            | Nationalpark Sangay (Lage)                                                 | N   | 260  | |
| Frankreich         | Place Stanislas, Place de la Carrière und Place d’Alliance in Nancy (Lage) | K   | 229  | |
| Frankreich         | Kirche von Saint-Savin-sur-Gartempe (Lage)                                 | K   | 230  | |
| Frankreich         | Kap Girolata, Kap Porto und Scandola-Naturreservat auf Korsika (Lage)      | N   | 258  | |
| Indien             | Ajanta-Höhlen (Lage)                                                       | K   | 242  | |
| Indien             | Ellora-Höhlen (Lage)                                                       | K   | 243  | |
| Indien             | Fort von Agra (Lage)                                                       | K   | 251  | |
| Indien             | Tadsch Mahal (Lage)                                                        | K   | 252  | |
| Kanada             | Nationalpark Wood Buffalo (Lage)                                           | N   | 256  | |
| Peru               | Stadt Cuzco (Lage)                                                         | K   | 273  | |
| Peru               | Historische Stätte Machu Picchu (Lage)                                     | K/N | 274  | |
| Portugal           | Stadtzentrum von Angra do Heroísmo auf den Azoren (Lage)                   | K   | 206  | Angra do Heroísmo ist die älteste Stadt der Azoren und bekam ihr Stadtrecht durch eine Carta Régia im Jahre 1534. Angra war eine wichtige Zwischenstation für den Transatlantik- und Ostasienhandel.   |
| Portugal           | Hieronymuskloster und Turm von Belém in Lissabon (Lage)                    | K   | 263  | Das Hieronymuskloster und der Turm von Belém sind Bauwerke im Stadtteil Belém und gelten als bedeutende Beispiele der Manuelinik. Der Turm von Belém ist eines der bekanntesten Wahrzeichen Lissabons. |
| Portugal           | Kloster Batalha (Lage)                                                     | K   | 264  | |
| Portugal           | Christuskloster in Tomar (Lage)                                            | K   | 265  | |
| Schweiz            | Altstadt von Bern (Lage)                                                   | K   | 267  | |
| Schweiz            | Stiftsbezirk St. Gallen (Lage)                                             | K   | 268  | |
| Schweiz            | Benediktinerinnenkloster St. Johann in Müstair (Lage)                      | K   | 269  | |
| Seychellen         | Naturreservat Vallée de Mai (Lage)                                         | N   | 261  | |
| Vereinigte Staaten | Nationalpark Great Smoky Mountains (Lage)                                  | N   | 259  | |
| Vereinigte Staaten | La Fortaleza und historische Stätte San Juan in Puerto Rico (Lage)         | K   | 266  | |

Folgende Nominierungen wurden bereits vor der Sitzung zurückgezogen:
- St.-Elisabethkirche in Marburg (Deutschland)
- Hansestadt Lübeck (Deutschland)
- Altstadt von Avignon mit Papstpalast, Kathedrale Notre-Dame-des-Doms, Brücke Pont Saint-Bénézet und der Stadtmauer (Frankreich)

Folgende Kandidaturen wurden ausgesetzt, da benötigte Informationen fehlten:
- Stadt und Denkmäler von Herat (Afghanistan)
- Minarett von Dschām (Afghanistan)
- Bia-Nationalpark (Ghana)
- Traditionelle Moscheen von Nord-Ghana (Ghana)
- Kirchen und Klöster von Goa (Indien)
- Altes Samarra (Irak)
- Sanganeb-Atoll (Sudan)

Folgende Kandidaturen wurden bis auf Weiteres verschoben, da einige Bedingungen für die Eintragung als Welterbe noch nicht erfüllt waren:
- Denkmäler des Bamiyan-Tals (Afghanistan)
- Archäologische Stadt Ai Khanoum (Afghanistan)
- Monumentensemble von Khajuraho (Indien)
- Monumentensemble von Hampi (Indien)
- Hatra (Irak)
- Babylon (Irak)
- Altstadt von Aleppo (Syrien)

Das Welterbekomitee entschied außerdem, die von Bulgarien vorgeschlagene Stätte Antikes Plowdiw nicht aufzunehmen.